# گابریله روزتی (تیرانداز)
گابریله روزتی (ایتالیایی: Gabriele Rossetti؛ زادهٔ ۷ مارس ۱۹۹۵) تیرانداز اهل ایتالیا است.
وی در مسابقات کشوری و بین‌المللی در مجموع برندهٔ ۵ مدال طلا، ۴ مدال نقره، ۳ مدال برنز شده‌است.